# Liste der denkmalgeschützten Objekte in Lembach im Mühlkreis
Die Liste der denkmalgeschützten Objekte in Lembach im Mühlkreis enthält die 6 denkmalgeschützten unbeweglichen Objekte der Gemeinde Lembach im Mühlkreis in Oberösterreich (Bezirk Rohrbach).

## Denkmäler
| Foto |                 | Denkmal                                                           | Standort                                  | Beschreibung | Metadaten |
| ---- | --------------- | ----------------------------------------------------------------- | ----------------------------------------- | --- | --- |
| ja   | Datei hochladen | Gericht HERIS-ID: 18168 Objekt-ID: 14460                          | Falkensteinstraße 22 Standort KG: Lembach | Das ehemalige Gerichtsgebäude entstand 1856 als dreigeschoßiger Bau mit flachem Walmdach. | BDA-Hist.: Q854216 Status: § 2a Stand der BDA-Liste: 2025-06-30 Name: Gericht GstNr.: 5 Bezirksgericht Lembach                                |
| ja   | Datei hochladen | Bürgerhaus HERIS-ID: 18175 Objekt-ID: 14467                       | Marktplatz 3 Standort KG: Lembach         | Das Bürgerhaus wurde an der Wende vom 17. und 18. Jahrhundert errichtet. Das traufständige Haus besitzt ein Eingangsportal mit Ohrrahmen und Riemlingdecken. | BDA-Hist.: Q37843963 Status: § 2a Stand der BDA-Liste: 2025-06-30 Name: Bürgerhaus GstNr.: 40/1 Bücherei Lembach                              |
| ja   | Datei hochladen | Gasthaus, Bürgerhaus HERIS-ID: 18173 Objekt-ID: 14465             | Marktplatz 12 Standort KG: Lembach        | Das Gasthaus wurde um 1740 errichtet und stellt einen repräsentativen Eckbau mit Satteldach und Knickgiebel dar. Die Fassadengliederung erfolgte mittels Ortsteinquaderung, geschwungenen Fensterverdachungen bzw. Portaloberlichte und flächenfüllendem Fassadendekor im Plattenstil.                                        | BDA-Hist.: Q37843953 Status: Bescheid Stand der BDA-Liste: 2025-06-30 Name: Gasthaus, Bürgerhaus GstNr.: .60 Gasthaus Marktplatz 12 (Lembach) |
| ja   | Datei hochladen | Kath. Pfarrkirche hl. Margarethe HERIS-ID: 18154 Objekt-ID: 14446 | Pfarrgasse 3 Standort KG: Lembach         | Die Pfarrkirche wurde nach einem Brand 1688 um- bzw. neugebaut. Durch Brände 1809 bzw. 1876 entstanden schwere Schäden am Langhausgewölbe bzw. dem Turm und der Innenausstattung. Eine Erweiterung nach Süden erfolgte zwischen 1965 und 1966. Durch die unterschiedlichen Bauphasen entstand ein uneinheitlicher Kirchenbau. | BDA-Hist.: Q37843894 Status: § 2a Stand der BDA-Liste: 2025-06-30 Name: Kath. Pfarrkirche hl. Margarethe GstNr.: 52 Pfarrkirche Lembach       |
| ja   | Datei hochladen | Ehem. Volksschule, Gemeindeamt HERIS-ID: 18171 Objekt-ID: 14463   | Schulstraße 2 Standort KG: Lembach        | Das Gemeindeamt wurde in einer ehemaligen Schule eingerichtet, das zwischen 1905 und 1906 errichtet worden war. Es handelt sich dabei um einen zweigeschoßigen Bau mit Walmdach und Dachhäuschen über seichtem Mittelrisalit. Der Fassadendekor ist späthistoristisch.                                                        | BDA-Hist.: Q37843940 Status: § 2a Stand der BDA-Liste: 2025-06-30 Name: Ehem. Volksschule, Gemeindeamt GstNr.: .174 Gemeindeamt Lembach       |
| ja   | Datei hochladen | Mühlholzkapelle HERIS-ID: 18177 Objekt-ID: 14469                  | Standort KG: Lembach                      | Die Mühlholzkapelle befindet sich südwestlich des Marktes auf dem Mühlholzhügel und wurde 1844 gestiftet. Der zweijochige Giebelbau mit polygonalem Schluss beherbergt eine Altarwand mit einem Bild Jerusalems. | BDA-Hist.: Q37843974 Status: § 2a Stand der BDA-Liste: 2025-06-30 Name: Mühlholzkapelle GstNr.: .87 Mühlholzkapelle                           |